# Neisse

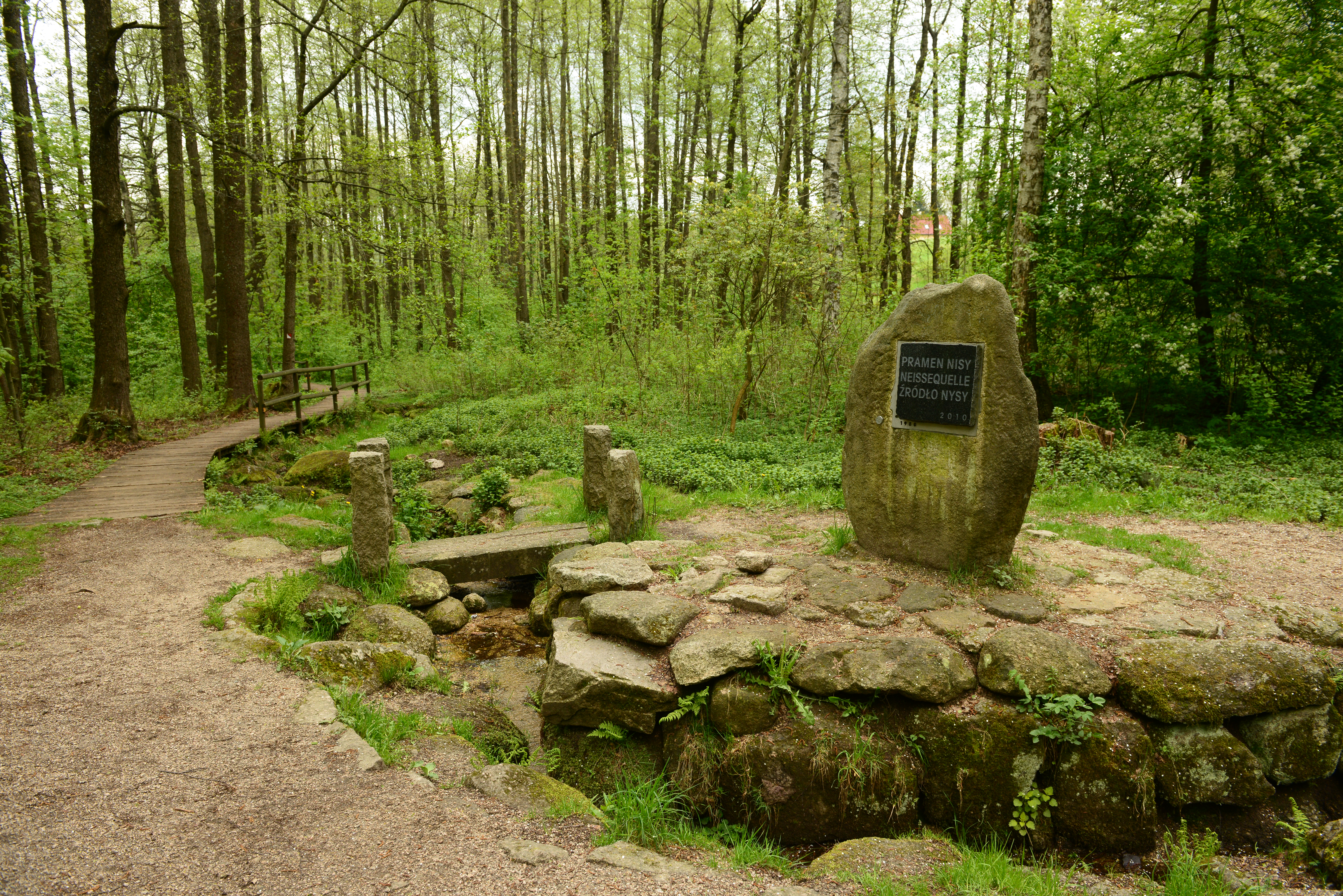
Nacimiento del Neisse

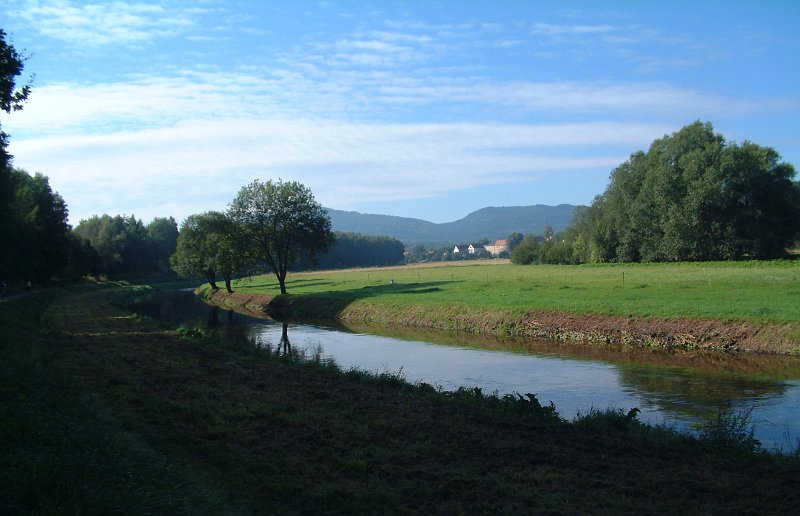
El Neisse cerca de la frontera entre la República Checa y Alemania.

El Neiße, Neisse o  Neisse Lusacio (en alemán: Lausitzer Neiße; en polaco: Nysa Łużycka; en alto sorabo: Łužiska Nysa; en bajo sórabo: Łužyska Nysa; en checo: Lužická Nisa) es un río europeo, un afluente de la margen izquierda del Óder que corre a través de la República Checa (54 km) y forma después la frontera natural entre Polonia y Alemania (198 km). Tiene una longitud total de 252 km y drena una cuenca de 4.297 km² (incluyendo 2.197 km² en Polonia). 
Se origina en las montañas Jizera cerca de Nová Ves nad Nisou y desemboca en el  Óder cerca de Guben.
Ciudades y pueblos a orillas del río:
- Jablonec nad Nisou, República Checa
- Vratislavice, República Checa
- Liberec, República Checa
- Zittau, Alemania
- Bogatynia, Polonia
- Görlitz, Alemania; Zgorzelec, Polonia
- Pieńsk, Polonia
- Bad Muskau, Alemania; Łęknica, Polonia
- Forst, Alemania
- Guben, Alemania; Gubin, Polonia